# Fernando Silva (Fußballspieler, 1991)
Fernando Silva dos Santos oder kurz Fernando Silva (* 18. Mai 1991 in Rio de Janeiro) ist ein brasilianischer Fußballspieler.

## Karriere
Fernando Silva startete seine Profikarriere 2012 bei AA Caldense. Bereits im gleichen Jahr wurde er vom ABC Natal verpflichtet. 2013 wechselte Silva nach Europa und heuerte beim bulgarischen Verein Slawia Sofia an.
Zur Saison 2015/16 wechselte er in die türkische TFF 1. Lig zu Şanlıurfaspor und spielte für diesen bis zum Januar 2016. Anschließend setzte er seine Karriere bei Desportivo Aves fort, das in der zweiten portugiesischen Liga spielte. Er kam in der Rückrunde 2015/16 meist als Einwechselspieler zum Zuge. Im Sommer 2016 wechselte er zum PFK Montana in die bulgarische Parwa liga.
Anfang 2017 ging Fernando Silva nach Mazedonien und schloss sich dort Erstligist FK Pelister Bitola an. Er erreichte mit seinem Team am Ende der Saison 2016/17 die Qualifikation zur Europa League. In der Spielzeit 2017/18 verlor er seinen Platz im Team und kam häufig als Einwechselspieler zum Einsatz. Anfang 2018 verließ er den Verein zu Ligakonkurrent FK Renova Džepčište. Dort fiel er nach fünf Spielen bis Saisonende aus.